# 布尔根 (贝恩卡斯特尔-维特利希县)
布尔根（德語：Burgen，發音：[ˈbʊʁɡn̩] ⓘ）是德国莱茵兰-普法尔茨州贝恩卡斯特尔-维特利希县的市镇，总面积7.78平方千米，2023年12月31日总人口为564人。